# JetBlue
jetBlue, nom comercial de JetBlue Airways Corporation, és una aerolínia estatunidenca de baix cost. La companyia té les oficines corporatives a Forest Hills, prop del barri de Queens, a la ciutat de Nova York. La seva base principal es troba a l'Aeroport Internacional John F. Kennedy.
JetBlue començà les seves operacions a l'Aeroport de Long Beach (Califòrnia) el 2001, i seguidament a l'Aeroport Internacional Logan de Boston (Massachusetts) el 2004. També té operacions a Fort Lauderdale, Washington-Dulles i l'Aeroport Internacional d'Orlando. L'aerolínia opera principalment vols als Estats Units, juntament amb vols al Carib, les Bahames, les Bermudes, Mèxic, Colòmbia, el Perú i, des del 25 de febrer del 2016, l'Equador.
JetBlue manté una oficina corporativa a Cottonwood Heights (Utah) i una oficina satèl·lit a Darien, Connecticut. És una aerolínia no sindicada.